# Рёле, Петер
Пе́тер Рёле (нем. Peter Röhle; 6 марта 1957, Западный Берлин) — немецкий ватерполист, бронзовый призёр летних Олимпийских игр 1984 года, бронзовый призёр чемпионата мира 1982 года, двукратный чемпион Европы, выступавший на позиции вратаря.

## Спортивная биография
В сборной Германии Рёле дебютировал в 1976 году, отправившись в качестве второго вратаря на летние Олимпийские игры в Монреаль. Игры для немецкой сборной сложились не самым удачным образом. Хотя сборная ФРГ и смогла пробиться в финальную группу, но там немцы не смогли одержать ни одной победы и заняли лишь 6-е место.
Рёле планировал принять участие в летних Олимпийских играх 1980 года, однако Германия бойкотировала те Игры в Москве. В 1982 году Петер Рёле выиграл свою первую значимую международную награду, став бронзовым призёром чемпионата мира в эквадорском городе Гуаякиль. В 1984 году Рёле принял участие в своих вторых летних Олимпийских играх. Игры в Лос-Анджелесе бойкотировали страны Восточного блока, в числе которых были сильные сборные СССР и Венгрии. В итоге сборная ФРГ заняла третье место, уступив только главным фаворитам Игр сборным Югославии и США.
В 1988 году на летних Олимпийских играх в Сеуле немецкая сборная с Рёле в воротах вновь смогла дойти до решающих матчей, но в полуфинале олимпийского турнира немцы уступили будущим чемпионам сборной Югославии 10:14, а в матче за бронзовую медаль сборная ФРГ проиграла сборной СССР 13:14 и заняла 4-е место.
На клубном уровне Рёле в составе Шпандау 04 выиграл 18 национальных чемпионатов, 4 Кубка европейских чемпионов и множество других национальных кубков. 
После окончания спортивной карьеры Рёле работал тренером клуба из Шпандау. В качестве тренера Петер 8 раз подряд стал чемпионом Германии. В 2006 году Рёле перешёл на работу в ассоциацию водного поло Берлина, при этом, оставаясь главным тренером юношеской сборной Германии.